# حركة المقاومة الإسلامية في أذربيجان
حركة المقاومة الإسلامية في أذربيجان (بالأذرية: Azərbaycan İslam Müqavimət Hərəkatı)، المعروفة أيضًا باسم حسينيون (بالفارسية: حسينيون؛ بالأذرية: Hüseynçilər، حسین‌چی‌لر)، هي جماعة مسلحة إسلاموية شيعية أذربيجانية، وحركة اجتماعية وسياسية مدعومة من قبل إيران.